# 天主教戈斯皮奇-塞尼教區
天主教戈斯皮奇-塞尼教區（拉丁語：Dioecesis Gospiciensis-Seniensis）是羅馬天主教以克羅地亞西北部戈斯皮奇為中心的一個教區，屬里耶卡總教區。成立於2000年5月25日。
2006年有教友81,000人，佔轄區總人口79.4%。教區下轄八十五個堂區，有五十一名司鐸。現任教區主教為米列·博戈維茨。